# Haematopota duttoni
Haematopota duttoni är en tvåvingeart som beskrevs av Newstead, Dutton och Todd 1907. Haematopota duttoni ingår i släktet Haematopota och familjen bromsar.
Artens utbredningsområde är Angola. Inga underarter finns listade i Catalogue of Life.